# کانوبیو
کانوبیو (به ایتالیایی: Cannobio) یک کومونه در ایتالیا است که در استان وربانو-کوزیو-اوسولا واقع شده‌است.

## خصوصیات
کانوبیو ۵۱ کیلومترمربع مساحت و ۵٬۱۲۸ نفر جمعیت دارد و ۲۱۴ متر بالاتر از سطح دریا واقع شده‌است.